# أياكو واكاو
أياو واكاو ((باليابانية: 若尾 文子، بالروماجي: Wakao Ayako)، المزدادة في 8 نوفمبر 1933) هي ممثلة يابانية.

## الحياة
ولدت أياكو في 8 نوفمبر 1933 بالعاصمة اليابانية طوكيو، بدأت مسيرتها الاحترافية في السينما في 1951 عندما وقعت عقدا مع استوديو Daiei Film كواحدة من المجموعة الخماسية المسماة ب«الوجه الجديد». ظهرت واكاو في أكثر من 100 فيلم ياباني إضافة إلى عدد من الأعمال التلفزيونية. وكانت الممثلة المفضلة للمخرج ياسوزو ماسومورا حيث مثلت مع 25 فيلما. كما أصبحت مفضلة للمخرج كون إشيكاوا. أول دور بطولة لها كان في فيلم «غيشا» (باليابانية: 祇園囃子، بالروماجي: A Geisha) للمخرج كنجي ميزوغوشي، إضافة إلى فيلم «شارع العار» وفيلم «عوم المخدر» للمخرج ياسوجيرو أوزو.
تزوجت أياكو من المهندس الياباني كيشو كوروكاوا في 1960، ولم ترزق منه بأية أطفال. كان يسعى في 2007 لعضوية مجلس المستشارين الياباني داخل برلمان اليابان لكنه لم يوفق في ذلك، وتوفي في شهر أكتوبر من نفس السنة.

## الأعمال

### الأفلام
| السنة | الاسم                                                 |
| ----- | ----------------------------------------------------- |
| 2005  | ثلج كثيف Spring Snow                                  |
| 1987  | أميرة من القمر Princess from the Moon                 |
| 1971  | تورا سان تقع في الحب Tora-san in Love                 |
| 1970  | لقاء زاتواشي ويوجيمبو Zatoichi Meets Yojimbo          |
| 1966  | ملاك أحمر Red Angel                                   |
| 1964  | مانجي Manji                                           |
| 1961  | اعتراف زوجة A Wife Confesses                          |
| 1960  | تلميذ مخطئ A False Stident                            |
| 1960  | خائف من الموت Afraid to Die                           |
| 1959  | الرونين 47 الوفي The Loyal 47 Ronin                   |
| 1957  | حب أميرة he Love of a Princess                        |
| 1957  | شارع العار The Shame Street                           |
| 1955  | الحصان الوهمي The Phantom Horse                       |
| 1955  | فتاة غير مسموح لها بالحب A Girl Isn't Allowed to Love |
| 1953  | غيشا A Geisha                                         |
| 1952  | امرأة تنتظر الموت Mōjū Tsukai no Shōjo                |

### المسلسلات
| السنة | الاسم                       |
| ----- | --------------------------- |
| 2011  | أوهيساما Ohisama            |
| 1998  | تاكيدا شينغن Takeda Shingen |

## الجوائز
| السنة | الجائزة                  | الفئة               | النتيجة |
| ----- | ------------------------ | ------------------- | ------- |
| 1961  | جوائز عقدة فراشة الزرقاء | أفضل ممثلة          | فوز     |
| 1962  | جائزة مجلة كينما جامبو   | أفضل ممثلة          | فوز     |
| 1965  | جوائز عقدة فراشة الزرقاء | أفضل ممثلة          | فوز     |
| 1966  | جائزة مجلة كينما جامبو   | أفضل ممثلة          | فوز     |
| 1969  | جائزة مجلة كينما جامبو   | أفضل ممثلة          | فوز     |
| 2006  | جائزة ماينيتشي شيمبون    | جائزة كينويا تاناكا | فوز     |